# Villers-la-Ville (Haute-Saône)
Villers-la-Ville település Franciaországban, Haute-Saône megyében. Lakosainak száma 155 fő (2022. január 1.). Villers-la-Ville Villafans, Beveuge, Les Magny, Mélecey, Saint-Sulpice, Villargent és Villersexel községekkel határos.

## Népesség
A település népessége az elmúlt években az alábbi módon változott:
| Lakosok száma | 150  | 143  | 146  | 146  | 150  | 154  | 155  | 153  | 155  |
|               | 2013 | 2015 | 2016 | 2017 | 2018 | 2019 | 2020 | 2021 | 2022 |